# Vilagarcía de Arousa
Vilagarcía de Arousa (spanisch Villagarcía de Arosa) ist eine galicische Stadt in der Provinz Pontevedra im Nordwesten Spaniens mit 37.761 Einwohnern (Stand: 2024).

## Geographie
Vilagarcía de Arousa liegt in der Comarca O Salnés an der Ría de Arousa. Nachbargemeinden sind Catoira im Norden, Caldas de Reis im Osten sowie Vilanova de Arousa im Süden. Die Provinzhauptstadt Pontevedra liegt 25 km entfernt im Süden, Santiago de Compostela befindet sich nordöstlich und ist knapp 50 km entfernt.

## Einwohnerentwicklung
Legende: Carbia___Villagarcía de Arosa + Carril + Villajuán___Vilagarcía de Arousa + Carril + Villajuán

## Gemeindegliederung
Die Gemeinde Vilagarcía de Arousa ist in elf Parroquias gegliedert:
| Parroquias  | Patrozinium  | Einwohner 2024 | Fläche km² | Dichte Einw./km² | Höhe msnm | Ortskennzahl |
| ----------- | ------------ | -------------- | ---------- | ---------------- | --------- | ------------ |
| Arealonga   | Santa Baia   | 2.332          | 2,93       | 796              | 0         | 36060010000  |
| Bamio       | San Xens     | 1.253          | 6,40       | 196              | 0         | 36060020000  |
| O Carril    | Santiago     | 3.105          | 4,49       | 692              | 2         | 36060030000  |
| Cea         | San Pedro    | 1.184          | 10,72      | 110              | 61        | 36060040000  |
| Cornazo     | San Pedro    | 1.393          | 3,16       | 441              | 37        | 36060050000  |
| Fontecarmoa | San Pedro    | 501            | 0,42       | 1.193            | 12        | 36060060000  |
| Rubiáns     | Santa María  | 1.182          | 4,89       | 242              | 55        | 36060070000  |
| Sobradelo   | San Salvador | 3.509          | 1,28       | 2.741            | 30        | 36060080000  |
| Sobrán      | San Martiño  | 3.215          | 6,34       | 507              | 0         | 36060100000  |
| Solobeira   | San Fins     | 214            | 1,50       | 143              | 96        | 36060110000  |
| Vilagarcía  | Santa Baia   | 19.801         | 2,09       | 9.474            | 3         | 36060120000  |

## Wirtschaft
| Ackerbau, Viehzucht und Fischerei                                                  | 0559   | 03,89  |
| Industrie                                                                          | 02.307 | 016,05 |
| Bauwirtschaft                                                                      | 0900   | 06,26  |
| Dienstleistungsbetriebe                                                            | 10.604 | 073,79 |
| Total                                                                              | 14.370 | 100,00 |
| * Daten aus dem Statistischen Amt für Wirtschaftliche Entwicklung in Galicien, IGE |        |        |

## Söhne und Töchter der Stadt
- Marcelino García Pérez (1937–2020), Fußballspieler
- Pepe Rubianes (1947–2009), Schauspieler
- Gustavo César Veloso (* 1980), Radrennfahrer
- Dani Abalo (* 1987), Fußballspieler
- María de la Paz Vilas Dono (* 1988), Fußballspielerin
- Jéssica Bouzas Maneiro (* 2002), Tennisspielerin